# Peștera Dâmbău
Peștera Dâmbău este peștera situată la cea mai mare altitudine din Munții Trascău, situată pe vârful cu acelaș nume din județul Alba. Poartă și numele de Peștera-aven Dâmbău, Peștera din Hula Dâmbăului sau Peștera de sub Corlată.

## Localizare
Peștera se află pe teritoriul orașului Zlatna, județul Alba, în partea de sud-vest a Munților Trascăului. Peștera s-a format într-un masiv izolat de calcare tithonice care alcătuiesc partea superioară a vârfului Dâmbău. Acest vârf de 1369 m este situat în partea de SV a Trascăului, în NE orașului Zlatna. Este mărginit la vest de Valea Morilor spre care coboară o pantă abruptă, iar la este, de Valea Feneșului care taie aici frumoase chei. Pe culmea muntelui se află un mic platou ,,La Stâna Urlătoare" un câmp de lapiezuri și doline, loc de colectare a apelor de precipitații, care au drenat peștera lărgind un sistem de diaclaze cu orientare generală E-V.

## Descoperire
Peștera cunoscuta de localnici, este explorată și cartata de Viorel Ludusan de la Polaris Blaj. Explorarea și cartarea peșterii s-a făcut în două expediții în lunile Martie și Aprilie, 1986.

## Descriere
Intrarea peșterii de 2/1,5 m se află la o altitudine absolută de 1355m. Lungimea totală a galeriilor este de 1200 de metri, lungime aeriană de 250 de metri cu un coeficient de ramificație de 4,8. Denivelarea totală a galeriilor este de -78m.
Peștera are două sectoare distincte, formate independent: Galeria Scărilor, Galeria Lacului.
Galeria scărilor începe de la intrare cu culoarul de acces săpat pe o diaclază cu urme evidente de eroziune. La 20 de m de la intrare acesta prezintă o strangulare de 0,4/0,4m, în care se simte un puternic curent de aer. Culoarul de acces debușează în Sala Mare, puternic descendentă de dimensiunile 25/20/8m, îmbrăcată în montmilch alunecos. Sala Mare continuă în culoarul scărilor, o diaclază înaltă care coboară până la -50m unde se închide prin colmatare. Apa care a drenat Sala Mare și Sala Scărilor a coborât la un nivel inferior, mai întâi prin două puțuri din Culoarul Scărilor, apoi prin puțul dintre Sala Mare și Sala Foto.
Sala Foto situată sub Sala Mare are dimensiuni reduse de 7/8/5 m, și este împodobită cu frumoase scurgeri parietale și stalactite fistulare. Aici debușează și Galeria Dublă meandrată și frumos ornată. Galeriile duble, cu secțiune în formă de "8" sunt des întâlnite în această peșteră. Ele sunt practic o singură galerie care prezintă în secțiune verticală o puternică strangulare la mijloc care o desparte în două galerii accesibile separat. Formarea lor numai pe diaclaze se explică prin reducerea la un moment dat a debitului apei care acționa pe galerie producând îngustarea și adâncirea galeriei în partea ei centrală. La o nouă creștere a debitului, începe lărgirea de jos în sus a șanțului format, galeria superioară fiind folosită ca preaplin.
Din Sala Foto o săritoare de 9 m dă acces la Răscruce, loc de întâlnire a patru galerii: Sala Foto, Galeria Nicovală, Galeria Puțurilor și al doilea sector al peșterii, Galeria Lacului. Galeria Nicovală, și ea puternic descendentă, prezintă o succesiune de săli înalte cu pereți puternic erodați. Podeaua sălilor este brăzdată de șanțuri adânci de 1-2 m, cu o lățime de numai 10-30 cm , care au lăsat între ele frumoase septe de podea. Spre finalul galeriei dimensiunile scad, locul sălilor înalte fiind luat de două tuburi de curgere sub presiune. Aici se află cota minimă a peșterii de - 76 m.
De la Răscruce spre Sala Puțurilor urmează o săritoare de 6 m și se pătrunde într-o sală de 8/4/12 m în peretele căreia apar cele două puțuri din Culoarul Scărilor. în partea nordică sala se continuă cu alt puț de 8 m, ușor înclinat și plin, ca dealtfel tot acest sector, cu argilă. Din puț, pe o galerie dublă, se ajunge în Galeria Nicovală.
Al doilea sector al peșterii este Galeria Lacului, opera unui alt curs de apă temporar care se vărsa în cel principal La Răscruce. Ulterior, el a coborât la un nivel inferior formând între Sala Lacului și La Răscruce o treaptă antitectică tipică de subteran.
Deci de La Răscruce Galeria Lacului urcă treapta antitectică de 5 m denivelare după care coboară spre lac. Galeria este frumos ornată cu draperii galben aprins, cu margini dantelate. Lacul s-a format în fundul unei prăbușiri a galeriei, și pentru a fi depășit trebuie executat un ramonaj delicat de 6 m deasupra oglinzii apei. Din acest punct galeria urcă o diferență de nivel de 40 m pe o distanță de 300 m luând diferite forme: săli, târâșuri, diaclaze înguste. în podeaua galeriei se deschid pe rând patru puțuri de 8-10 m, care se termină cu săli mici în care băltește apa. Din Sala Albă, se poate urca într-un sector împodobit cu scurgeri parietale de un alb imaculat. Capătul Galeriei Lacului, cândva în legătură cu exteriorul, este acum colmatat cu un dop de bolovani și pământ pe o distanță de cel mult 10 m.
În prezent peștera nu are un curs activ permanent în locurile accesibile, dar el există cu siguranță la un nivel inferior. În concluzie, Peștera Dâmbău este opera apelor de precipitație care au acționat asupra diaclazelor pe două cursuri principale: Galeria Scărilor și Galeria Lacului cu joncțiune La Răscruce.

## Fauna
Nu au fost făcute încă cercetări biospeologice dar am identificat exemplare de Myotis myotis, Triphosa dubitata și Limonia nubeculoasa.

## Clima
Valori termice înregistrate în 04.03.1980: la intare - 6 ° C, Sala Mare 7 ° C, Sala Nicovală 9 ° C și în fundul Galeriei Lacului 2 ° C.

## Condiții de vizitare
Peștera este vizitată de puțini excursioniști din Zlatna care intră de regulă până în Sala Mare, mai ușor accesibilă, în rest peștera este intactă, cu podoabe încă nedecimate.
Peștera e protejată de Asociația de Turism și Ecologie Trascău Corp din Zlatna, care a montat și o poartă. Cei care doresc să viziteze peștera trebuie să solicite cheia la (www.trascaucorp.ro)